# Baldassare Castiglione
Baldassare Castiglione gróf (Casatico, Mantova mellett, 1478. december 6. – Toledo, 1529. február 8.) itáliai író, diplomata, a reneszánsz nevezetes prózaírója. „A boldog európai intermezzó, a renaissance utolsó, XV. századvégi nemzedékének tagja.”

## Élete
A Gonzaga mantuai hercegi család rokona volt. Már fiatalon, mialatt Milánóban tanult, megismerkedett az udvari élettel, bejárva Ludovico Sforza (1466 – 1519) fényes palotájába. Majd rövid ideig Francesco Gonzaga szolgálatában állt, azután Guidobaldo da Montefeltro urbinói herceg hívei közé lépett, akinek udvara az olasz reneszánsz egyik fényes központja volt. Számos diplomáciai küldetést bíztak rá, melyek alkalmat adtak neki kora legjelesebb férfiaival való megismerkedésre. Rómában közeli barátságot kötött Raffaellóval is. 1524-ben VII. Kelemen pápa Spanyolországba küldte V. Károly császárhoz, ott is halt meg.
Legfontosabb munkája Az udvari ember (Il Cortegiano), egy négy részre osztott, beszélgetés formájába öltöztetett értekezés. Először Velencében, 1528-ban jelent meg. Írt még egy 55 stanzából álló eklogát is, néhány lírai verset és számos költői levelet is.

## Magyarul
- Az udvari ember; ford. Zichy Rafaelné; Franklin, Bp., 1940
- Az udvari ember; ford., jegyz., utószó Vígh Éva; Mundus, Bp., 2008 (Mundus – új irodalom)